# BAFTA (премия, 1991)
44-я церемония вручения наград премии BAFTA

1991 

Лондон, Англия
Лучший фильм: 

Славные парни 

Goodfellas
Лучший неанглоязычный фильм: 

Новый кинотеатр «Парадизо» 

Nuovo cinema Paradiso
< 43-я Церемонии вручения 45-я >
44-я церемония вручения наград премии BAFTA, учреждённой Британской академией кино и телевизионных искусств, за заслуги в области кинематографа за 1990 год состоялась в Лондоне в 1991 году.

## Полный список победителей и номинантов
| Победители выделены отдельным цветом. |

### Основные категории
| Категории                         | Победитель и номинанты                                                          |
| --------------------------------- | ------------------------------------------------------------------------------- |
| Лучший фильм                      | • «Славные парни» — Ирвин Уинклер, Мартин Скорсезе                              |
| Лучший фильм                      | • «Красотка» — Стивен Рейтер, Арнон Милчен, Гарри Маршалл                       |
| Лучший фильм                      | • «Преступления и проступки» — Роберт Гринхат, Вуди Аллен                       |
| Лучший фильм                      | • «Шофёр мисс Дэйзи» — Ричард Д. Занук, Лили Фини Занук, Брюс Бересфорд         |
| Лучший неанглоязычный фильм       | • «Новый кинотеатр «Парадизо»» (режиссёр — Джузеппе Торнаторе; страна — Италия) |
| Лучший неанглоязычный фильм       | • «Иисус из Монреаля» (режиссёр — Дени Аркан; страна — Канада, Франция)         |
| Лучший неанглоязычный фильм       | • «Милу в мае» (режиссёр — Луи Маль; страна — Франция, Италия)                  |
| Лучший неанглоязычный фильм       | • «Ромео и Джульетта» (режиссёр — Колин Серро; страна — Франция)                |
| Лучшая режиссёрская работа        | • Мартин Скорсезе — «Славные парни»                                             |
| Лучшая режиссёрская работа        | • Брюс Бересфорд — «Шофёр мисс Дэйзи»                                           |
| Лучшая режиссёрская работа        | • Вуди Аллен — «Преступления и проступки»                                       |
| Лучшая режиссёрская работа        | • Джузеппе Торнаторе — «Новый кинотеатр «Парадизо»»                             |
| Лучшая мужская роль               | • Филипп Нуаре — «Новый кинотеатр «Парадизо»»                                   |
| Лучшая мужская роль               | • Роберт де Ниро — «Славные парни»                                              |
| Лучшая мужская роль               | • Том Круз — «Рождённый четвёртого июля»                                        |
| Лучшая мужская роль               | • Шон Коннери — «Охота за „Красным октябрём“»                                   |
| Лучшая женская роль               | • Джессика Тэнди — «Шофёр мисс Дэйзи»                                           |
| Лучшая женская роль               | • Джулия Робертс — «Красотка»                                                   |
| Лучшая женская роль               | • Мишель Пфайффер — «Знаменитые братья Бэйкеры»                                 |
| Лучшая женская роль               | • Ширли Маклейн — «Открытки с края бездны»                                      |
| Лучшая мужская роль второго плана | • Сальваторе Кашо — «Новый кинотеатр «Парадизо»»                                |
| Лучшая мужская роль второго плана | • Джон Хёрт — «Поле»                                                            |
| Лучшая мужская роль второго плана | • Алан Алда — «Преступления и проступки»                                        |
| Лучшая мужская роль второго плана | • Аль Пачино — «Дик Трейси»                                                     |
| Лучшая женская роль второго плана | • Вупи Голдберг — «Привидение»                                                  |
| Лучшая женская роль второго плана | • Билли Уайтлоу — «Братья Крэй»                                                 |
| Лучшая женская роль второго плана | • Анжелика Хьюстон — «Преступления и проступки»                                 |
| Лучшая женская роль второго плана | • Ширли Маклейн — «Стальные магнолии»                                           |
| Лучший адаптированный сценарий    | • «Славные парни» — Николас Пиледжи, Мартин Скорсезе                            |
| Лучший адаптированный сценарий    | • «Рождённый четвёртого июля» — Рон Ковик, Оливер Стоун                         |
| Лучший адаптированный сценарий    | • «Шофёр мисс Дэйзи» — Альфред Ури                                              |
| Лучший адаптированный сценарий    | • «Открытки с края бездны» — Кэрри Фишер                                        |
| Лучший адаптированный сценарий    | • «Война Роузов» — Майкл Дж. Лисон                                              |
| Лучший оригинальный сценарий      | • «Новый кинотеатр «Парадизо»» — Джузеппе Торнаторе                             |
| Лучший оригинальный сценарий      | • «Красотка» — Джонатан Лоутон                                                  |
| Лучший оригинальный сценарий      | • «Привидение» — Брюс Джоэл Рубин                                               |
| Лучший оригинальный сценарий      | • «Преступления и проступки» — Вуди Аллен                                       |

### Другие категории
| Категории                                                          | Победитель и номинанты                                                                                         |
| ------------------------------------------------------------------ | --- |
| Лучшая музыка к фильму                                             | • «Новый кинотеатр «Парадизо»» — Эннио Морриконе, Андреа Морриконе                                             |
| Лучшая музыка к фильму                                             | • «Мемфисская красотка» — Джордж Фентон                                                                        |
| Лучшая музыка к фильму                                             | • «Открытки с края бездны» — Карли Саймон                                                                      |
| Лучшая музыка к фильму                                             | • «Знаменитые братья Бэйкеры» — Дэйв Грузин                                                                    |
| Лучшая операторская работа                                         | • «Под покровом небес» — Витторио Стораро                                                                      |
| Лучшая операторская работа                                         | • «Слава» — Фредди Фрэнсис                                                                                     |
| Лучшая операторская работа                                         | • «Славные парни» — Михаэль Балльхаус                                                                          |
| Лучшая операторская работа                                         | • «Новый кинотеатр «Парадизо»» — Бласко Джурато                                                                |
| Лучшие визуальные эффекты                                          | • «Дорогая, я уменьшил детей»                                                                                  |
| Лучшие визуальные эффекты                                          | • «Вспомнить всё»                                                                                              |
| Лучшие визуальные эффекты                                          | • «Дик Трейси»                                                                                                 |
| Лучшие визуальные эффекты                                          | • «Привидение»                                                                                                 |
| Лучший грим                                                        | • «Дик Трейси» — Джон Кальоне-мл., Даг Дрекслер                                                                |
| Лучший грим                                                        | • «Привидение» — Бен Най-мл.                                                                                   |
| Лучший грим                                                        | • «Ведьмы» — Кристин Беверидж, The Jim Henson Creature Shop                                                    |
| Лучший грим                                                        | • «Новый кинотеатр «Парадизо»» — Маурицио Трани                                                                |
| Лучший дизайн костюмов                                             | • «Славные парни» — Ричард Бруно                                                                               |
| Лучший дизайн костюмов                                             | • «Красотка» — Мэрилин Вэнс                                                                                    |
| Лучший дизайн костюмов                                             | • «Дик Трейси» — Милена Канонеро                                                                               |
| Лучший дизайн костюмов                                             | • «Новый кинотеатр «Парадизо»» — Беатрис Бордон                                                                |
| Лучшая работа художника-постановщика                               | • «Дик Трейси» — Ричард Зилберт                                                                                |
| Лучшая работа художника-постановщика                               | • «Новый кинотеатр «Парадизо»» — Андреа Кристани                                                               |
| Лучшая работа художника-постановщика                               | • «Охота за „Красным октябрём“» — Теренс Марш                                                                  |
| Лучшая работа художника-постановщика                               | • «Под покровом небес» — Джанни Силвестри                                                                      |
| Лучший монтаж                                                      | • «Славные парни» — Телма Скунмейкер                                                                           |
| Лучший монтаж                                                      | • «Дик Трейси» — Ричард Маркс                                                                                  |
| Лучший монтаж                                                      | • «Новый кинотеатр «Парадизо»» — Марио Морра                                                                   |
| Лучший монтаж                                                      | • «Преступления и проступки» — Сьюзан Морз                                                                     |
| Лучший звук                                                        | • «Знаменитые братья Бэйкеры» — Крис Дженкинс, Гэри Александер, Дж. Пол Хантсмен, Стефан фон Хейз, Дуг Хемфилл |
| Лучший звук                                                        | • «Дик Трейси» — Деннис Драммонд, Томас Коузи, Крис Дженкинс, Дэвид Кемпбелл, Дуг Хемфилл                      |
| Лучший звук                                                        | • «Дикие сердцем» — Рэди Том, Дэвид Паркер, Джон Хак, Ричард Химнс                                             |
| Лучший звук                                                        | • «Охота за „Красным октябрём“» — Сесилия Холл, Джордж Уоттерс II, Ричард Брайс Гудмэн, Дон Дж. Бассман        |
| Лучший анимационный короткометражный фильм                         | • Toxic — Эндрю Макьюэн                                                                                        |
| Лучший анимационный короткометражный фильм                         | • Deadsy and the Sexo-Chanjo — Дэвид Андерсон                                                                  |
| Лучший короткометражный фильм                                      | • Say Good-bye — Мишель Камарда, Джон Робертс                                                                  |
| Лучший короткометражный фильм                                      | • An der Grenze — Майкл Дрекслер, Макс Линдер                                                                  |
| Лучший короткометражный фильм                                      | • Chicken — Джулиэн Нотт, Джо Шуп                                                                              |
| Лучший короткометражный фильм                                      | • Dear Rosie — Барнаби Томпсон, Питер Каттанео                                                                 |
| Michael Balcon Award за вклад в развитие британского кинематографа | • Джереми Томас — продюсер                                                                                     |
| BAFTA Academy Fellowship Award                                     | • Луи Маль — режиссёр                                                                                          |